# Бадалян Шакар Антонович
Шакар Антонович Бадалян (азерб. Şəkər Antonoviç Badalyan, вірм. Շաքար Անտոնի Բադալյան; 1888, Єлизаветпольский повіт — ?) — радянський азербайджанський виноградар, Герой Соціалістичної Праці (1950).

## Біографія
Народився в 1888 році в селі Алабашли Єлизаветпольського повіту Єлизаветпольської губернії (нині Самухський район Азербайджану).
Учасник Другої світової війни.
Працював робітником, ланковим виноградарського радгоспу «Азербайджан» Ханларського району. У 1949 році отримав урожай винограду 240,6 центнера з гектара на площі 3,4 гектара.
Пізніше пенсіонер союзного значення.
Указ Президії Верховної Ради СРСР від 4 вересня 1950 року за отримання високих врожаїв винограду на поливних виноградниках у 1949 році Бадаляну Шакару Антоновичу присвоєно звання Героя Соціалістичної Праці з врученням ордена Леніна і золотої медалі «Серп І Молот».